# 23S rRNK (adenin2085-N6)-dimetiltransferaza
23S rRNK (adenin2085-6)-dimetiltransferaza (EC 2.1.1.184, ErmC' metiltransferaza, ermC metilaza, ermC 23S rRNK metiltransferaza, rRNK:m6A metiltransferaza ErmC' , ErmC', rRNK metiltransferaza ErmC' ) je enzim sa sistematskim imenom S-adenozil--metionin:23S rRNK (adenin2085-6)-dimetiltransferaza. Ovaj enzim katalizuje sledeću hemijsku reakciju
2 -adenozil--metionin + adenin2085 u 23S rRNK {\displaystyle \rightleftharpoons } 2 S-adenozil-L-homocistein + N6-dimetiladenin2085 u 23S rRNK
ErmC je metiltransferaza koja pruža otpornost na makrolid-linkozamid-streptograminsku B grupu antibiotika tako što katalizuje metilaciju 23S rRNK na adeninu2085.

## Literatura
- Nicholas C. Price; Lewis Stevens (1999). Fundamentals of Enzymology: The Cell and Molecular Biology of Catalytic Proteins (Third изд.). USA: Oxford University Press. ISBN 019850229X.
- Eric J. Toone (2006). Advances in Enzymology and Related Areas of Molecular Biology, Protein Evolution (Volume 75 изд.). Wiley-Interscience. ISBN 0471205036.
- Branden C; Tooze J. Introduction to Protein Structure. New York, NY: Garland Publishing. ISBN 0-8153-2305-0.
- Irwin H. Segel. Enzyme Kinetics: Behavior and Analysis of Rapid Equilibrium and Steady-State Enzyme Systems (Book 44 изд.). Wiley Classics Library. ISBN 0471303097.

## Spoljašnje veze
- 23S+rRNA+(adenine2085-N6)-dimethyltransferase на 